# Pavel Sofin
Pavel Aslanbekovitsj Sofin (Russisch: Павел Асланбекович Софьин) (Moskou, 4 september 1981) is een Russische atleet, die is gespecialiseerd in het kogelstoten. Hij werd Russisch kampioen in deze discipline. Hij nam tweemaal deel aan de Olympische Spelen, maar won hierbij geen medailles.

## Loopbaan
Op de Olympische Spelen van 2004 in Athene werd Sofin bij het kogelstoten met een beste poging van 19,02 m in de kwalificatieronde uitgeschakeld. In 2006 won hij een bronzen medaille bij de wereldbekerwedstrijd in Athene. In datzelfde jaar won hij bij de Russische kampioenschappen een gouden medaille.
In 2008 op de Olympische Spelen van Peking kwalificeerde Sofin zich voor de finale, waarin hij met 20,42 m een achtste plaats behaalde.
Pavel Sofin is aangesloten bij Moskva Trade Union.

## Titels
- Russisch kampioen kogelstoten - 2006

## Persoonlijke records
| Onderdeel             | Prestatie | Datum             | Plaats       |
| --------------------- | --------- | ----------------- | ------------ |
| kogelstoten (outdoor) | 20,82 m   | 12 september 2009 | Thessaloniki |
| kogelstoten (indoor)  | 20,68 m   | 10 maart 2006     | Moskou       |

## Prestaties
| Jaar | Wedstrijd          | Plaats   | Resultaat              | Extra   |
| ---- | ------------------ | -------- | ---------------------- | ------- |
| 2000 | WK junioren        | Santiago | 7e                     | 18,26 m |
| 2004 | OS                 | Athene   | 16e in kwal.           | 19,02 m |
| 2005 | EK indoor          | Madrid   | 8e                     | 19,51 m |
|      | Europese Wintercup | Mersin   | 5e                     | 19,42 m |
| 2006 | WK indoor          | Moskou   | 3e                     | 20,68 m |
|      | EK                 | Göteborg | 5e                     | 20,55 m |
|      | Wereldbeker        | Athene   | 3e                     | 20,45 m |
| 2007 | WK                 | Osaka    | 10e                    | 19,62 m |
| 2008 | OS                 | Peking   | 7e (na DQ Michnevitsj) | 20,42 m |